# Urania (insecto)
Urania es un género de polillas diurnas de la familia Uraniidae. Se distribuyen por la región neotropical, y algunas de sus especies son migradoras. Sus larvas se alimentan de plantas euforbiáceas del género Omphalea. Los adultos son nectarívoros y se alimentan solo de algunas especies con flores blancas y peludas, como por ejemplo especies de Inga o Eupatorium. La forma de sus alas, las colas y su coloración vistosa la hacen parecida a algunas especies de la familia de mariposas Papilionidae.

## Especies
Se reconocen las siguientes especies:
- Urania boisduvalii Guérin-Meneville, 1829 - Cuba.
- Urania brasiliensis Swainson, 1833 - Mata Atlántica, Brasil.
- Urania leilus Linnaeus, 1758 - Regiones tropicales de Sudamérica al este de los Andes.
- Urania fulgens Walker, 1854 - México, América Central y noroeste de Sudamérica.
- Urania poeyi Herrich-Schäffer, 1866 – Cuba
- Urania sloanus Cramer, 1779 - Jamaica, extinta.